# Trossjön, Gästrikland
Trossjön är en sjö i Ockelbo kommun i Gästrikland och ingår i Hamrångeåns huvudavrinningsområde. Sjön har en area på 0,36 kvadratkilometer och ligger 103 meter över havet. Sjön avvattnas av vattendraget Trossjöbäcken.

## Delavrinningsområde
Trossjön ingår i det delavrinningsområde (675955-155194) som SMHI kallar för Ovan 676147-155311. Medelhöjden är 115 meter över havet och ytan är 13,59 kvadratkilometer. Det finns inga avrinningsområden uppströms utan avrinningsområdet är högsta punkten. Trossjöbäcken som avvattnar avrinningsområdet har biflödesordning 2, vilket innebär att vattnet flödar genom totalt 2 vattendrag innan det når havet efter 29 kilometer. Avrinningsområdet består mestadels av skog (87 procent). Avrinningsområdet har 0,56 kvadratkilometer vattenytor vilket ger det en sjöprocent på 4,1 procent.